# Estádio João Machado

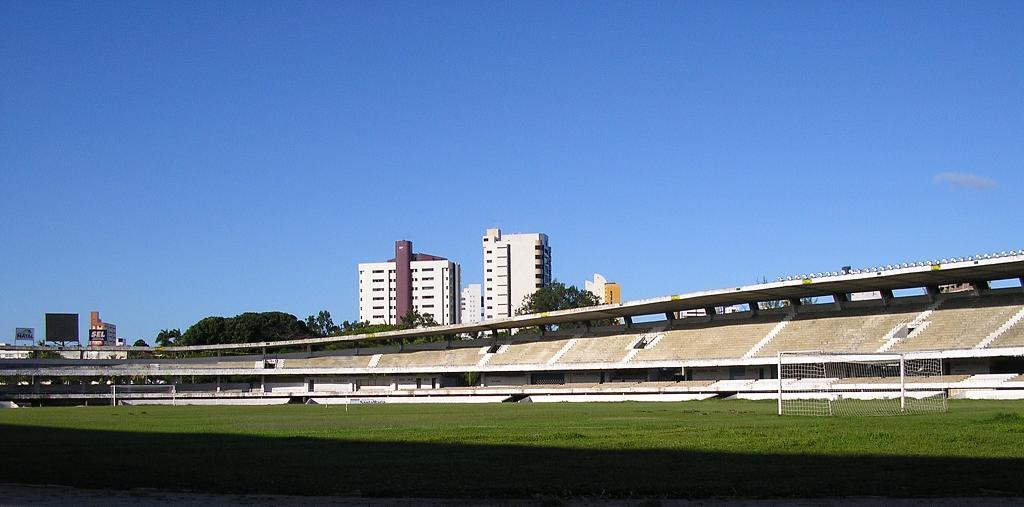
Interior do Estádio Machadão.

Estádio João Cláudio de Vasconcelos Machado, mais conhecido como Machadão, foi um estádio de futebol da cidade do Natal, no estado brasileiro do Rio Grande do Norte.
Além de receber partidas de futebol do Campeonato Potiguar, da Copa do Brasil e do Campeonato Brasileiro, o Machadão, de propriedade do município de Natal e gerido pela Secretaria de Esportes e Lazer (SEL), recebia em seus arredores o Carnatal, e eventualmente, shows, circos e parques de diversão. Projetado pelo arquiteto Moacyr Gomes da Costa, era considerado um dos mais belos do Brasil, tanto que foi chamado pelo então governador do estado Cortez Pereira de "um poema de concreto". Além do governador, foi inaugurado pelo então prefeito Jorge Ivan Cascudo Rodrigues.
Foi batizado inicialmente com o nome de Estádio Humberto de Alencar Castelo Branco e conhecido simplesmente como Castelão. Somente em 1989 teve seu nome alterado para Estádio João Cláudio de Vasconcelos Machado, em homenagem ao João Machado (11 de abril de 1914-20 de fevereiro de 1976), presidente da Federação Norte-rio-grandense de Futebol a partir de 1954 por 20 anos.
O estádio Machadão (juntamente com o ginásio Machadinho) foi demolido entre 21 de outubro de 2011 e 25 de novembro do mesmo ano. No seu lugar, foi construída a Arena das Dunas, com vistas à realização da Copa do Mundo FIFA de 2014 na cidade.

## Inauguração
A inauguração se deu com uma rodada dupla. A partida preliminar foi disputada entre ABC e América, e terminou em 1 a 0 para o time alvinegro, sendo o jogador William o primeiro a marcar um gol nesse estádio. Na partida principal, o time do Vasco da Gama jogou com a Seleção Brasileira Olímpica, num jogo que ficou no 0 x 0.

## Recorde de público
O dia 29 de novembro de 1972, marcou como uma data histórica para o estádio e também para Natal.  A cidade parou para acompanhar a partida pelo campeonato brasileiro desse ano, do ABC contra o Santos, que contava com a presença de Pelé (tri campeão pelo Brasil no mundial de 1970 no México), e recém consagrado como "Rei do Futebol".  Nesse jogo, o Santos venceu o ABC pelo placar de 2 X 0, com gols de Pelé e Edu, com público de 49.150 pagantes e mais de 50.000 pessoas presentes. 
Foi também nessa partida marcou com o público recorde oficial do estádio, com total de 53.320 pessoas. 
Um outro jogo com presenta maciça de público do estádio Machadão foi de 50.486 pessoas, no dia 4 de julho de 1976, no clássico entre ABC x América, onde o alvirrubro venceu por 2 x 1, jogo esse válido pelo Campeonato Potiguar de 1976.

## Capacidade
Embora tenha sido projetado para receber 57 mil pessoas, ao longo dos anos a capacidade do Machadão foi reduzida para cerca de 35 mil, devido ao fechamento da chamada "geral", às infiltrações em sua marquise e a outros danos estruturais. Alguns jogos do América durante a década alcançaram públicos entre mais de 30 mil e quase 40 mil pessoas, o que gerou protestos de muitos engenheiros envolvidos com a obra, alegando que o estádio não aguentaria receber tal quantidade de torcedores, tendo em vista que a torcida fica mal distribuída no estádio (os locais de aglomeração das torcidas organizadas cheios de gente e outras partes parcialmente vazias).

## Localização das torcidas
Em dia de Clássico Rei, a torcida do ABC ficava localizada geralmente ao lado esquerdo das cabines de imprensa, já a do América, ficava localizada ao lado direito das cabines de imprensa.

## Reforma
O Machadão foi reformado entre 2006 e 2007, visando receber os jogos do América no campeonato Brasileiro da Série A, que possuía uma alta estimativa de público, além de expectativa da chegada de turistas. A antiga geral recebeu degraus de arquibancada e foi unida ao anel inferior do estádio. A reforma que custou cerca de 17 milhões de reais aos cofres públicos, através de uma parceria entre a Prefeitura do Natal, seu dono, e o governo federal, porém, apesar do considerável investimento, o estádio foi demolido 4 anos depois para dar lugar à Arena das Dunas, para a realização da Copa do Mundo FIFA de 2014